# Cassandra Freeman
 (janvier 2025).
Cassandra Freeman (née le 1er octobre 1978) est une actrice américaine. Elle est également co-rédactrice en chef de beautylogicblog.com.

## Filmographie
- 2006 : Inside Man : L'Homme de l'intérieur : Sylvia, la compagne de Frazier
- 2016-2018 : Luke Cage : Patricia Wilson (4 épisodes)
- 2016 : Atlanta : Monique Allen (1 épisode)
- 2011 : Kinyarwanda : Rose Kabuye
- 2025 : Love, Brooklyn de Rachael Abigail Holder : Lorna